# Operation Southern Cross

Dienstflagge der Seestreitkräfte

Flagge Somalias

Die Operation Southern Cross (deutsch: Kreuz des Südens) war eine militärische Operation der Deutschen Marine unter nationaler Führung. Sie diente dazu, den im Rahmen der Operation UNOSOM II eingesetzten Deutschen Unterstützungsverband Somalia des deutschen Heeres in die Heimat zurückzuführen. Die Operation dauerte vom 27. Januar bis 15. April 1994.

## Hintergrund

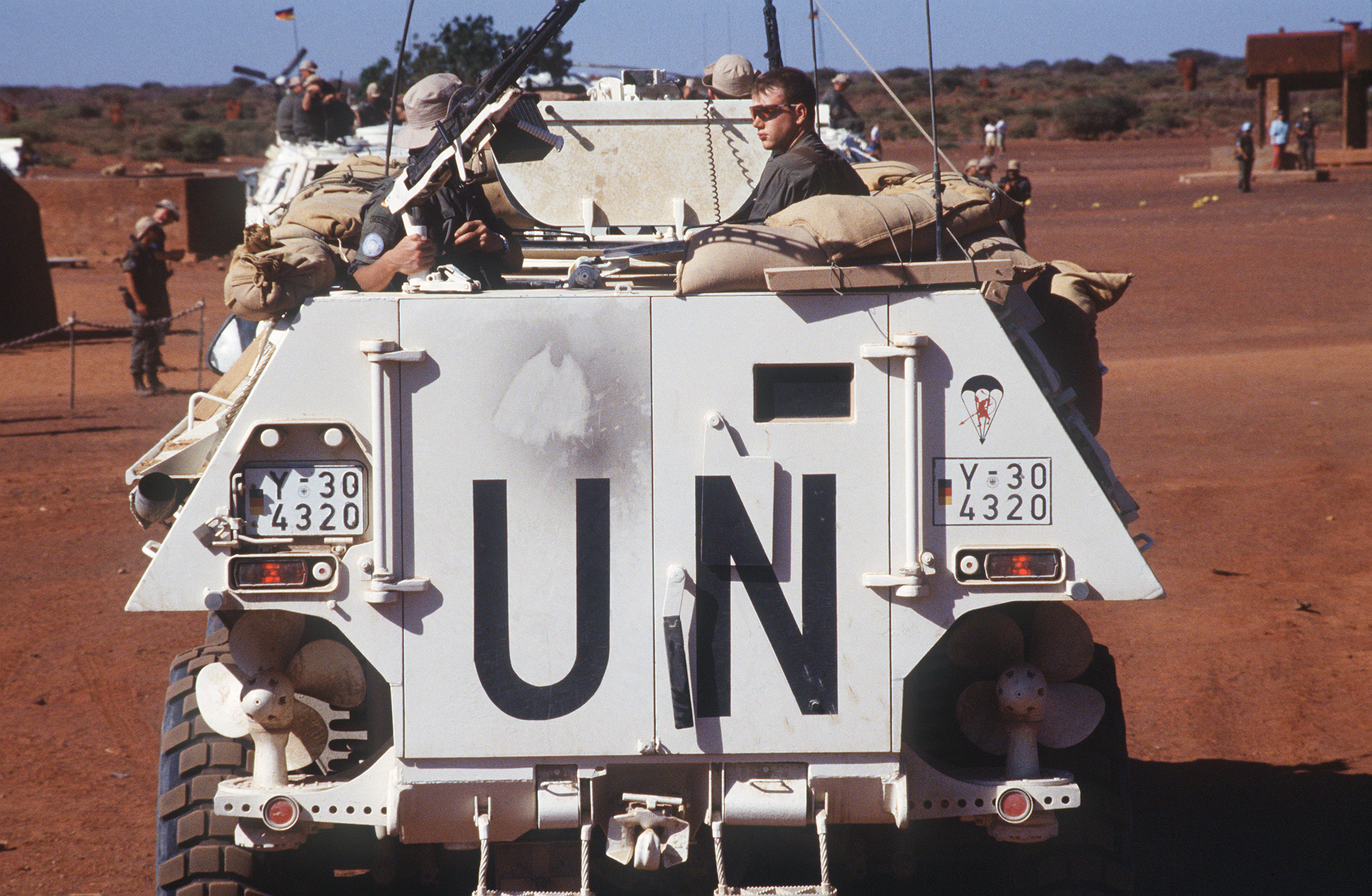
Angehörige des Fallschirmjägerbataillons 261 in Somalia

Auf Grundlage der Resolution 814 des Sicherheitsrats der Vereinten Nationen vom 26. März 1993 erhielt der bereits zuvor in Somalia eingesetzte UN-Verband Unified Task Force (UNITAF) einen Auftrag zur Friedenssicherung und humanitären Hilfe in dem von einem Bürgerkrieg betroffenen ostafrikanischen Staat. Diese VN-Mission erhielt die Bezeichnung United Nations Operation in Somalia II (UNOSOM II).
Am 21. Apr. 1993 beschloss das Bundeskabinett die Unterstützung der UN in Somalia durch die Entsendung eines verstärkten Nachschub- und Transportbataillons, das in der Stadt Beledweyne im Osten des Landes eingesetzt werden sollte. Die Verlegung des Hauptkontingents begann im Juli 1993, die Gesamtstärke betrug 1700 Soldaten des Heeres. Neben humanitärer Hilfe für die Zivilbevölkerung leistete der deutsche Verband Unterstützung für ein aus etwa 500 Soldaten bestehendes italienisches Kontingent. Eine indische Brigade, deren Unterstützung der vorgesehene Auftrag der deutschen Truppen war, wurde nie nach Somalia verlegt.
Am 20. Dez. 1993 beschloss die Bundesregierung, den Einsatz angesichts der sich verschlechternden Sicherheitslage in Somalia zu beenden und die Truppen bis zum 31. März 1994 zurückzuziehen.

## Vorlauf der Operation Southern Cross

Bewegungen der deutschen Einheiten in der Operation Southern Cross

Nach dem Rückzugsbeschluss war zunächst beabsichtigt, den Unterstützungsverband Somalia auf dem Landweg nach Mogadischu verlegen zu lassen. Von dort aus sollte das Material mit Handelsschiffen weiter transportiert werden, während das Personal auf dem Luftweg nach Deutschland zurückkehren sollte. Diese Operation sollte durch US-Truppen unterstützt und bei Bedarf geschützt werden.
Wegen der sich erkennbar verschlechternden Sicherheitslage hatte die Marine frühzeitig angeboten, einen Schiffsverband in das Seegebiet vor Somalia zu entsenden, um die Operation zu unterstützen. Insbesondere sollten hierfür die Fernmeldemittel, die sanitätsdienstliche Ausstattung und die Bordhubschrauber eingesetzt werden. Nachdem dieses Angebot angesichts der erwarteten US-Hilfe abgelehnt worden war, wurde der Schiffsverband auf eine Ausbildungsreise nach Südamerika entsandt.
Im Januar 1994 wurde bekannt, dass sich die USA nach der in der so genannten Schlacht von Mogadischu im Oktober 1993 erlittenen Niederlage schneller als erwartet zurückziehen würden und die US-Streitkräfte ihre Hilfszusagen gegenüber Deutschland wegen politischer Vorgaben nicht einhalten könnten. Weil sich auch die USA für den Abzug auf dem Seeweg entschieden hatten, beschloss Verteidigungsminister Volker Rühe am 21. Januar, die deutschen Truppen mit Hilfe der Marine über See in sichere Häfen außerhalb Somalias zu verlegen, während das Material weiterhin mit Handelsschiffen transportiert werden sollte. Das Flottenkommando erhielt dazu vom Bundesministerium der Verteidigung den Auftrag, Verbindung zum II. Korps in Ulm herzustellen und ab dem 13. Februar das deutsche Somalia-Kontingent von Mogadischu aus über See nach Mombasa und nach Dschibuti zu evakuieren.

## Task Group 500.02

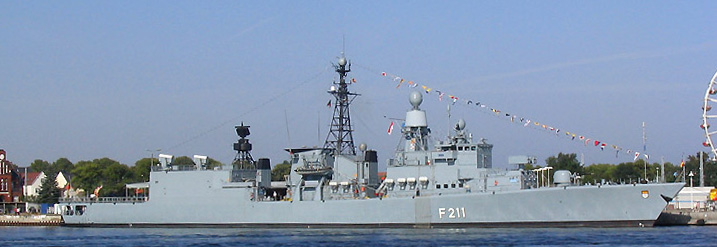
Fregatte Köln, Flaggschiff der TG 500.02 hier in einer neueren Aufnahme

Weil der Ausbildungsverband für diese Aufgabe nicht mehr zur Verfügung stand, wurde am 24. Januar 1994 die Aufstellung eines neuen Verbandes mit der Bezeichnung Task Group 500.02 (TG 500.02) befohlen. Er bestand aus den Fregatten Köln (Flaggschiff) und Karlsruhe, dem Versorger Nienburg und dem zivil besetzten Tanker Spessart und wurde vom Kommandeur des 2. Zerstörergeschwaders, Kapitän zur See Gottfried Hoch, als Commander Task Group (CTG 500.02) geführt. Er unterstand in dieser Funktion direkt dem Flottenkommando in Glücksburg.
Die Fregatten führten insgesamt vier Bordhubschrauber des Typs SeaLynx Mk 88 mit. Die Personalstärke betrug etwa 550 Soldaten und Zivilbedienstete. Keines der Schiffe war für den Transport von Truppen ausgelegt. Um die Heeressoldaten unterbringen zu können, waren im Laderaum der „Nienburg“ 200 zusätzliche Betten aufgestellt worden. Auf den Fregatten standen wenige Leerkojen und Behelfsunterbringung in verschiedenen Räumen zur Verfügung. Außerdem wurden die Kojen abwechselnd mit Besatzungsangehörigen und mitreisenden Heeressoldaten belegt.

## Verlauf der Operation

### Anmarsch
Zwischen dem 28. Januar und dem 1. Februar 1994 liefen „Karlsruhe“, „Nienburg“ und „Spessart“ aus Wilhelmshaven bzw. Kiel aus. „Köln“ befand sich als Teil des NATO-Verbandes STANAVFORMED bereits im Mittelmeer und überwachte im Rahmen der Operation Sharp Guard das Embargo in der Adria. Der CTG und sein Stab schifften sich in Tarent auf der dort liegenden „Köln“ ein, die dem übrigen Verband voranlief und am 13. Februar erstmals in Mogadischu einlief, um ein erstes Kontingent abzuholen. Die übrigen Schiffe benötigten für den etwa 6000 Seemeilen langen Anmarsch aus Deutschland etwas länger und erreichten Mogadischu für den Transport des zweiten Kontingents.

### Truppentransport

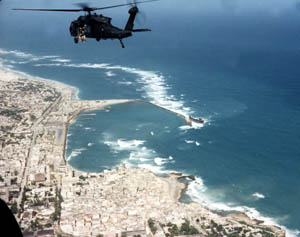
Der Hafen von Mogadischu

Der Unterstützungsverband Somalia wurde in sechs Kontingenten zurückverlegt, die mit ihren Fahrzeugen jeweils etwa 330 km auf dem Landweg von Beledweyne nach Mogadischu marschierten. In Mogadischu wurde die schwere Ausrüstung auf deutsche Handelsschiffe verladen, während die Soldaten im Hafen auf Kriegsschiffe gingen, die sie nach Mombasa in Kenia brachten. Lediglich das letzte Kontingent wurde auf dem Rückmarsch des Marineverbands Richtung Deutschland nach Dschibuti transportiert.
Für den ersten Transport von 102 Soldaten am 13. Februar stand nur die Fregatte „Köln“ zur Verfügung, für die späteren auch „Karlsruhe“ und „Nienburg“. „Spessart“ transportierte kein Personal, sondern war für die Kraftstoffversorgung des Verbandes zuständig. Zur Aufnahme der Soldaten wurde der Hafen von Mogadischu, dessen Sicherheitslage sich stetig verschlechterte, so kurz wie möglich angelaufen. Für die Aufnahme von 100 Soldaten waren jeweils 10 Minuten veranschlagt, die Gesamtliegezeit für den Ladevorgang lag bei 20 Minuten, der gesamte Hafenaufenthalt bei einer Stunde. Als Bedrohung galten Scharfschützen in der hafennahen Altstadt. Die Abwehr sollte mit leichten Bordgeschützen (Fregatten 20 mm, Nienburg 40 mm) erfolgen, landseitig wurde mit Ausnahme des letzten Kontingents durch deutsche Heereskräfte (Teile der Luftlandebrigade 26, der Gebirgsjägerbrigade 23 sowie der Kommandokompanie 5./261 aus Lebach) mit „Wiesel“ gesichert. Außerdem schützte eine Mauer aus Containern die Liegeplätze. Die anschließende Reise von etwa 500 sm nach Mombasa dauerte jeweils zwei Tage.

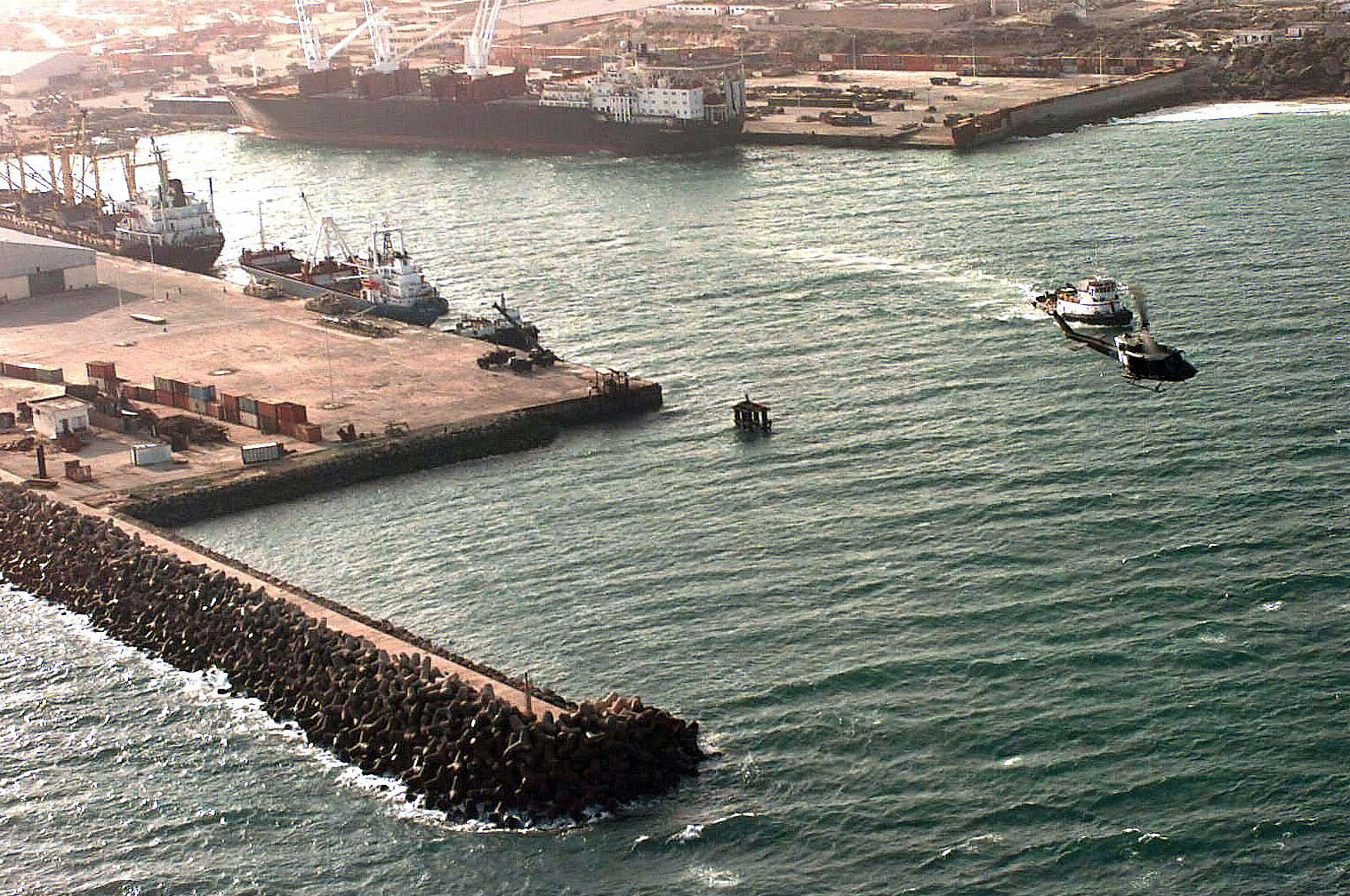
Liegeplätze in Mogadischu – Containerbarrieren gaben einen gewissen Schutz gegen Beschuss

Nach Abzug der US- und italienischen Kräfte in Mogadischu verschärfte sich die Lage in Mogadischu erheblich. Am 8. März wurde der Flughafen beschossen und musste zeitweilig geschlossen werden. Am 16. März schlug während der Verladung deutschen Geräts eine Mörsergranate unweit des Handelsschiffs „Mercandian Queen“ ein. Deshalb wurde entschieden, das letzte Kontingent von etwa 180 Soldaten mit Bordhubschraubern auszufliegen.
Von den etwa 1700 Soldaten des Unterstützungsverbands wurden 1492 auf dem Seeweg transportiert. Die übrigen waren zuvor mit Transportflugzeugen direkt aus Beledweyne ausgeflogen worden.

### Unterstützung von See aus
Außer dem Transport unterstützte die Marine die Heerestruppen von See aus auf verschiedene Weise. So wurden Kommunikationseinrichtungen bereitgestellt, um die Verbindung der Landkräfte mit der Heimat auch während des Marsches zu gewährleisten. Während sich Heereskontingente von Land her auf Mogadischu zubewegten, wurde zeitweise eine SAR-Bereitschaft hergestellt. Für den Fall von Verwundungen standen die Bordsanitätseinrichtungen zur Verfügung. Um diese Leistungen ständig bereitstellen zu können, blieb von Anfang März bis zum Abmarsch des letzten Kontingents ständig eine Fregatte mit Bordhubschraubern vor Mogadischu.

### Rückmarsch
Am 23. März 1994 verließ die TG 500.02 mit dem letzten Kontingent die somalische Küste und begann den Rückmarsch. Die Heeressoldaten wurden in Dschibuti ausgeschifft und von dort nach Hause geflogen. Die Schiffe der TG 500.02 erreichten Mitte April wieder ihre Heimathäfen. Als letztes Schiff lief am 15. April 1994 die „Spessart“ in Kiel ein, während die anderen Schiffe bereits am Vortag durch den Staatssekretär im Verteidigungsministerium Jörg Schönbohm in Wilhelmshaven begrüßt worden waren.

## Erfahrungen, Lehren und Würdigung
Der Somalia-Einsatz war der erste große Auslandseinsatz des deutschen Heeres. Er verdeutlichte die Notwendigkeit, hinreichende Vorkehrungen für den Fall eines notwendigen Abzuges aus einem Einsatz zu treffen. Daraus wurde die Forderung nach einem geeigneten Schiff abgeleitet, das Truppen über See transportieren und von dort aus Unterstützen kann. Dieses Projekt „Mehrzweckschiff“, das insbesondere vom damaligen Generalinspekteur General Klaus Naumann gefördert wurde, scheiterte später.
Des Weiteren zeigte sich, dass die Führungsorganisation der Bundeswehr für derartige streitkräftegemeinsame Einsätze nicht ausgelegt war. Die Führung des Heereskontingents durch das Heeresführungskommando und des Marinekontingents durch das Flottenkommando, beide für den Einsatz direkt dem Ministerium unterstellt, erwies sich als ungeeignet, eine einheitliche Führung sicherzustellen. Eine der späteren Konsequenzen war die Aufstellung des Einsatzführungskommandos.
Der Niedersächsische Ministerpräsident verlieh dem Marinefliegergeschwader 3 „Graf Zeppelin“ für die Leistungen während der Operation Southern Cross das Fahnenband des Landes Niedersachsen.